# Liste von Persönlichkeiten der Stadt Bad Pyrmont
Die Liste von Persönlichkeiten der Stadt Bad Pyrmont in Niedersachsen enthält Personen, die in der Geschichte der Stadt Bad Pyrmont (bis 1914 Pyrmont) eine bedeutende Rolle gespielt haben. Es handelt sich dabei um Persönlichkeiten, die hier geboren wurden oder gestorben sind, hier gewirkt haben oder Kurgäste gewesen sind.
Für die Persönlichkeiten aus den nach Bad Pyrmont eingemeindeten Ortschaften siehe auch die entsprechenden Ortsartikel.

## Söhne und Töchter der Stadt
Die folgenden Personen sind in Bad Pyrmont oder den heutigen Ortsteilen der Stadt geboren. Ob sie ihren späteren Wirkungskreis in Bad Pyrmont hatten oder nicht, ist dabei unerheblich.

### In der Frühen Neuzeit geboren

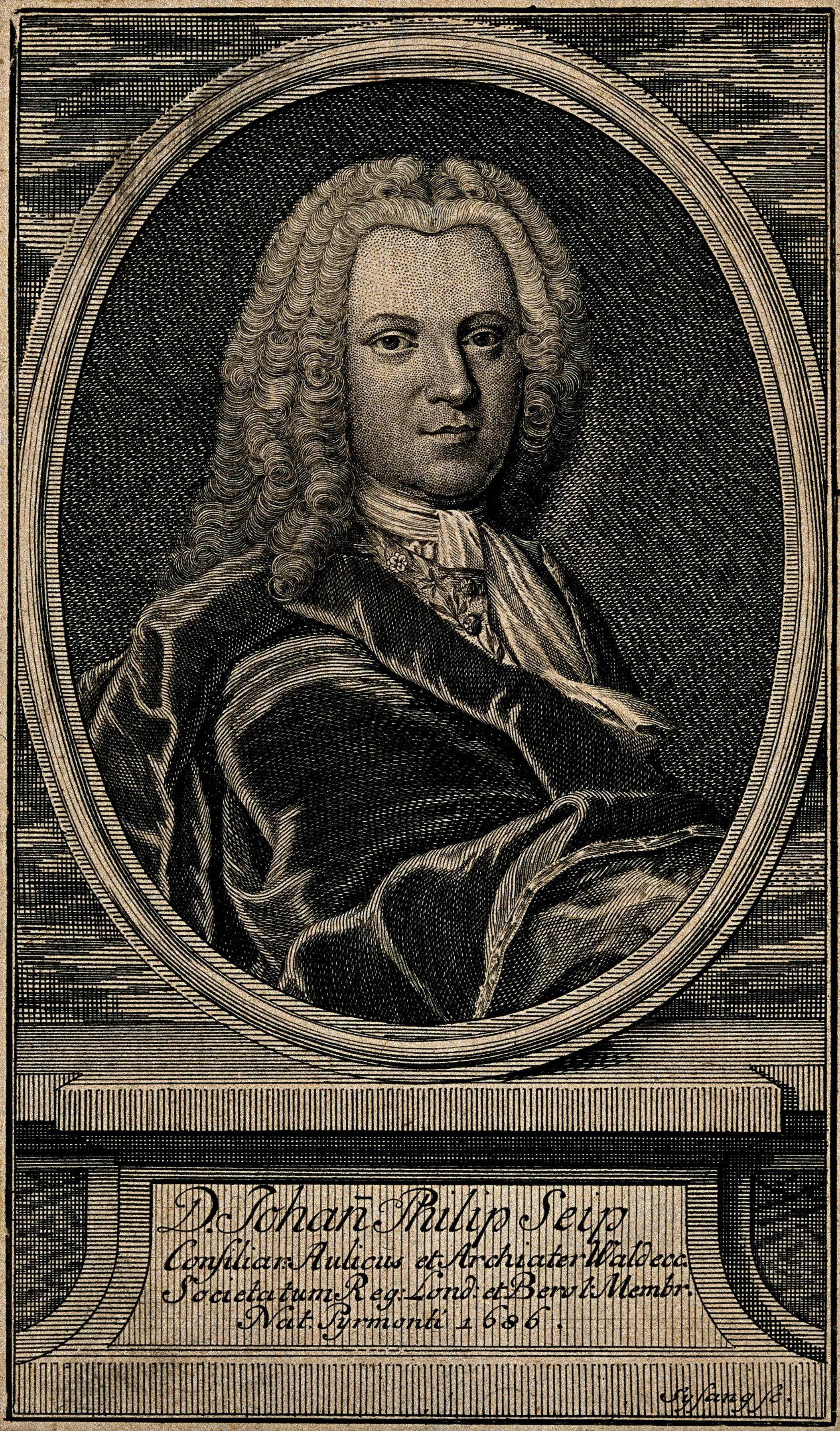
Johann Philipp Seip

- Johann Philipp Seip (1686–1757), Badearzt und Autor, geboren in Oesdorf
- Christian Friedrich von Haxthausen (1690–1740), Kammerherr und Oberlanddrost
- Johann Rudolph Anton Piderit (1720–1791), evangelischer Theologe und Pädagoge
- Louis von Zerbst (1737–1814), Regierungschef von Waldeck-Pyrmont
- Daniel Alexander Eichhorn (1758–1833), lutherischer Theologe
- Carl Anton von Diederichs (1762–1827), Kommunalbeamter und Parlamentarier, war von 1808 bis 1813 Mitglied der Reichsstände des Königreichs Westphalen

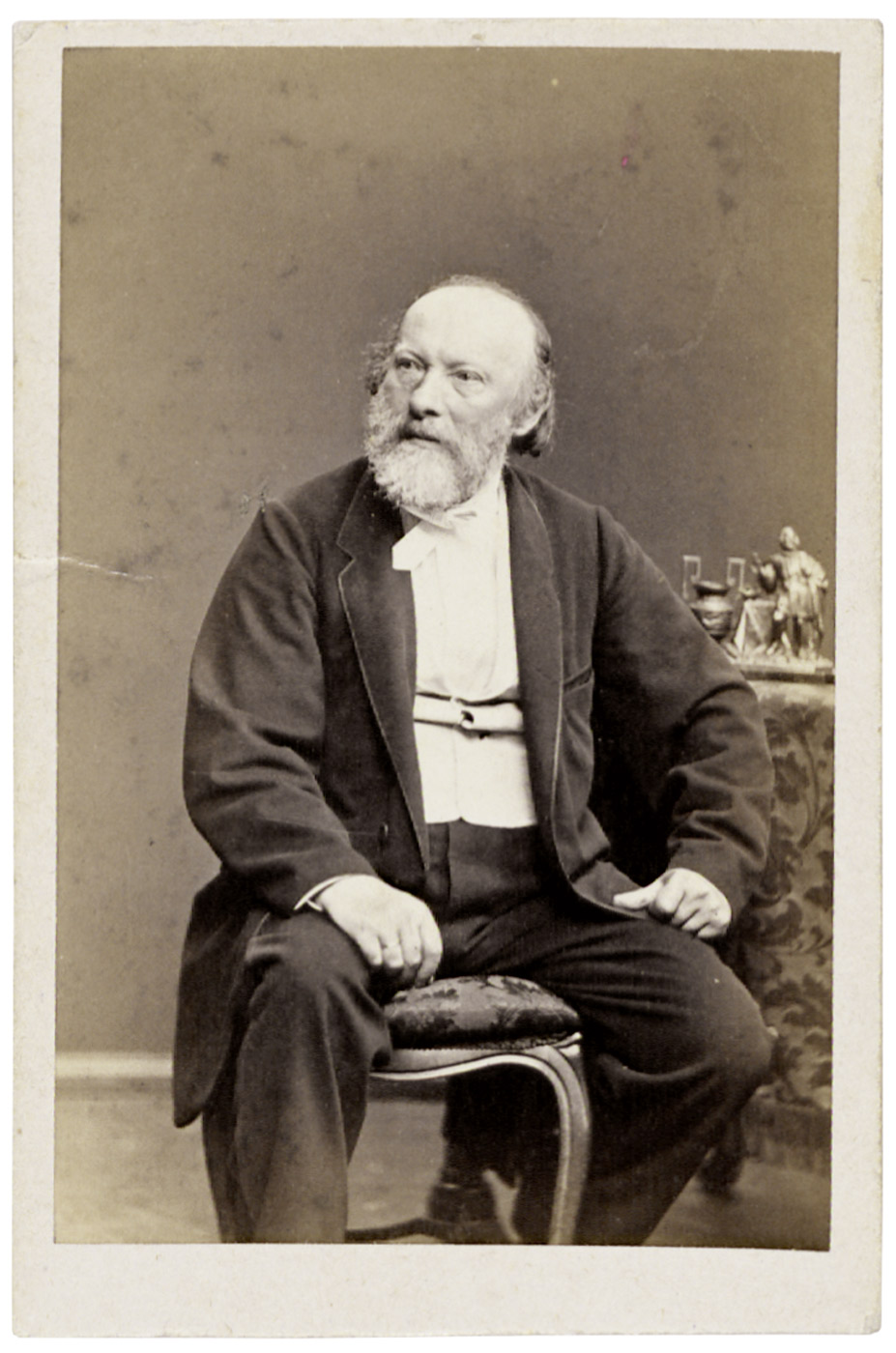
Friedrich Drake (um 1865)

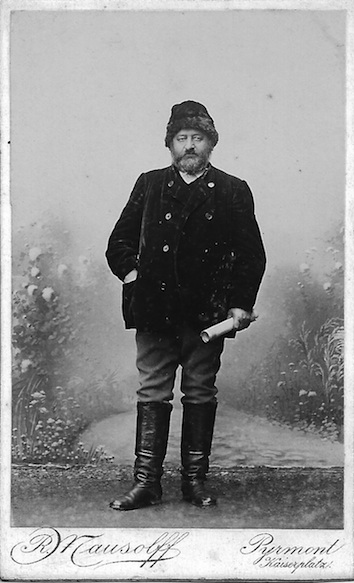
Friedrich Gösling

- Sophie Sander geb. Diederichs (1768–1828), Salonière und Bekannte vieler berühmter Persönlichkeiten ihrer Zeit
- Friedrich Ludwig Windel (1772–1830), Kaufmann, waldeckischer Abgeordneter
- Wilhelm Klapp (1782–1839), Arzt und waldeckischer Abgeordneter
- Heinrich Vietmeyer (1791–1854), Vollmeier und Politiker, geboren in Oesdorf
- Heinrich Schäfer (1794–1870), im Ortsteil Neersen geborener Gastwirt und Politiker
- Christoph Hemmerich (1795–1885), Weinhändler und Politiker
- August Wilhelm Papen (1799–1858), Militäringenieur, Geodät und Kartograf

### Im 19. Jahrhundert geboren
- Louis Gleisner (1801–nach 1846), Kommunalpolitiker und Abgeordneter
- Wilhelm Gleisner (1803–1873), Politiker und Landtagspräsident
- Friedrich Drake (1805–1882), Bildhauer und Architekt, sein bekanntestes Werk ist die Figur der Viktoria auf der Berliner Siegessäule
- Friedrich Lyncker (1806–1892), Arzt und Politiker
- Adolph Windel (1806–1886), Richter und Politiker
- Philipp Fehrmann (1807–1879), Drechsler und Politiker
- Carl Rudolph Waldeck (1807–1861), Gastwirt und Politiker, Bürgermeister in Pyrmont 1854
- Carl Georg Siemens (1809–1885), Professor für Technologie
- Prinz Hermann Otto Christian zu Waldeck und Pyrmont (1809–1876), preußischer Generalleutnant
- Ludwig Kruhöffer (1811–1900), Förster und Politiker, geboren in Thal
- Carl Ludwig Rumpf (1811–1857), Weinhändler und Politiker
- Adolf Siemens (1811–1887), preußischer Generalmajor der Artillerie und Erfinder
- Ludwig Leberecht Dietrich Arnold Theodor Severin (1811–1867), Jurist in Waldeck, war Landtagspräsident und nationalliberales Mitglied des Reichstags des Norddeutschen Bundes
- Heinrich Tegtmeyer (1812–1875), Vollmeier und Politiker, geboren in Holzhausen
- Georg Rhein (1815–1876), Kaufmann und Politiker, geboren in Holzhausen
- Georg Steinmeyer (1816–1888), Beamter und Politiker, geboren in Oesdorf
- Ferdinand Büchner (1823–1906), Flötist und Komponist
- Friedrich Frese (1823–1874), Kaufmann und Politiker, geboren in Oesdorf
- Ludwig Brinkmann (1826–1894), Landwirt und Politiker, geboren in Thal
- Hugo Schröter (1831–1871), Rentier und Politiker, Abgeordneter im Landtag des Fürstentums Waldeck-Pyrmont
- Adolf Seebohm (1831–1916), Arzt und Politiker, Abgeordneter im Landtag des Fürstentums Waldeck-Pyrmont
- Albert Tepel (1835–1900), Kanzleirat und Politiker, geboren in Rhoden
- Friedrich Gösling (1837–1899), Unternehmer und Architekt, geboren in Holzhausen
- Wilhelm Lentrodt (1838–1921), Rentmeister und Politiker, geboren in Oesdorf
- Carl Rumpff (1839–1889), Teilhaber und Aufsichtsratsvorsitzender der Farbenfabriken Friedrich Bayer & Co., Berliner Mäzen
- Wilhelm Sievers (1840–1917), Kurpensionsbesitzer und Politiker, Abgeordneter im Landtag des Fürstentums Waldeck-Pyrmont
- Wolrad Wolff (1842–1934), evangelisch-lutherischer Geistlicher und Oberhofprediger am großherzoglichen Hof von Mecklenburg-Schwerin
- Karl Rösener (1843–1927), Forstbeamter und Landrat
- Julius Simmonds (1843–1924), Genre-, Stillleben- und Porträtmaler der Düsseldorfer Schule
- Theodor Stroefer (1843–1927), Verleger
- Heinrich Schaper (* 3. Februar 1847 in Oesdorf; † 27. Mai 1884), Landwirt, rettete am 2. Dezember 1870, während der Schlacht bei Loigny und Poupry die Fahne des Füsilierbataillons.[1]

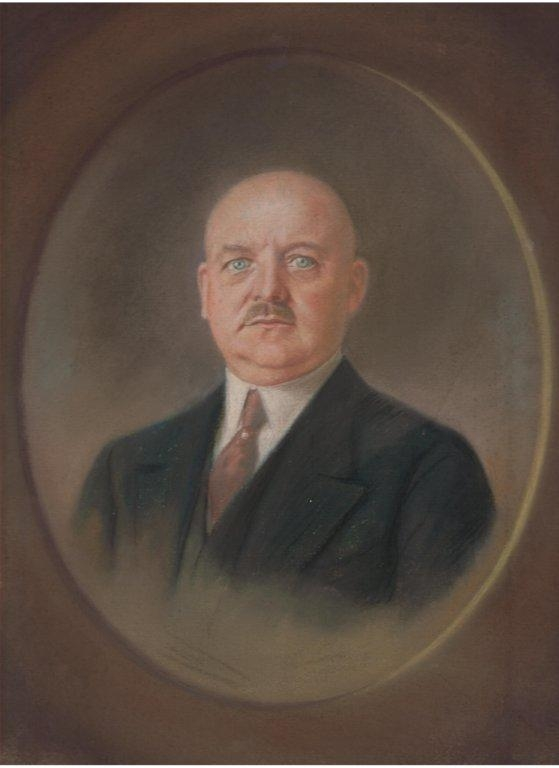
Friedrich Weitz

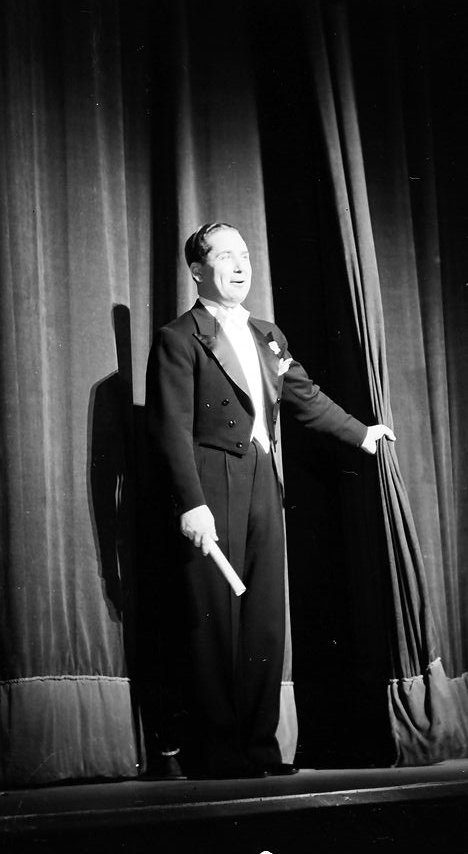
Harry Gondi

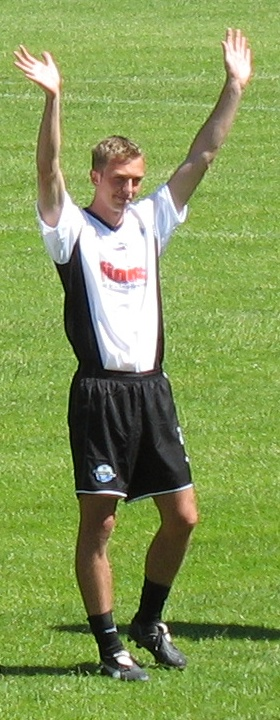
Stephan Maaß

- Hermann Steinmeyer (1857–1924), Landwirt und Politiker, geboren in Holzhausen
- Franz Wackermann (1860–1936), Fabrikant und Politiker, geboren in Löwensen
- Emil Albes (1861–1923), Schauspieler, Theaterregisseur und Filmregisseur
- Wilhelm Lentrodt (1864–1914), Schriftsteller, geboren in Oesdorf
- Georg Vietmeyer (1864–1940), Jurist und Reichstagsabgeordneter
- Friedrich Weitz (1865–1929), Kaufmann
- Emil Bermann (1869–1935), Jurist und Politiker
- Karl Kleine (1869–1938), Zigarrenhändler, Politiker (SPD), geboren in Oesdorf
- Siegfried Herwig (1871–1933), Offizier, Gutsverwalter und Politiker (Waldeckischer Landeswahlverband)
- Richard Seebohm (1871–1945), Verwaltungsjurist
- Heinrich Stuckenbrock (1875–1923), Landwirt und Politiker (DDP), geboren in Holzhausen
- Wilhelm Weitz (1881–1969), Internist und Hochschullehrer
- Heinrich Zurmühlen (1881–1934), Maurer und Politiker (SPD), geboren in Oesdorf
- Wilhelm Eikermann (1881–1964), Hotelier und Politiker, geboren in Oesdorf
- Philipp de Haas (1884–1935), Rabbiner, der von 1929 bis 1935 die Stelle des oldenburgischen Landesrabbiners bekleidete
- Ilse Schreiber geborene Gottwald (1886–1980), Schriftstellerin von Jugendbüchern und Abenteuerliteratur
- Harry Gondi (1900–1968), Schauspieler

### Im 20. Jahrhundert geboren
- Herbert Kötter (1916–2003), Agrar- und Wirtschaftssoziologe
- Franz Schrader (1919–2007), Kirchenhistoriker, geboren in Holzhausen
- Helmut Wildt (1922–2007), Schauspieler
- Christel Thielke (* 1936), Politiker (SPD), Mitglied des Landtags von Niedersachsen, geboren in Löwensen
- Yolanda Feindura (* 1945), Malerin
- Knut-Michael Wolf (* 1945), Spieleautor
- Ursula Körtner (* 1946), Kommunalpolitikerin der CDU und Mitglied im Landtag Niedersachsen
- Petra Elsner (* 1947), Politikerin (SPD) und seit 1996 Mitglied des rheinland-pfälzischen Landtags
- Andreas Geiger (* 1947), Sozialwissenschaftler, Rektor der Hochschule Magdeburg-Stendal
- Sigrid Sternebeck (* 1949), ehemaliges Mitglied der Rote Armee Fraktion
- Rainer Brüninghaus (* 1949), Jazz-Pianist und Komponist
- Wilfried Klingler (* 1949), Geistlicher der Neuapostolischen Kirche, 1993–2016 Bezirksapostel der Neuapostolischen Kirche Mitteldeutschland
- Detlef Zühlke (* 1949), Ingenieur und Hochschullehrer
- Klaus von Ploetz (* 1950), Psychotherapeut, Psychiater, Neurologe und Philosoph
- Albert Christian Ludolph (* 1953), Neurologe
- Thomas Webel (* 1954), Politiker
- Andreas Horlitz (1955–2016), Künstler
- Hubertus Sievers (* 1956), Betriebswirt, Steuerberater und Hochschulprofessor
- Paul-Gerhard Klumbies (* 1957), evangelischer Theologe
- Ulrich Watermann (* 1957), Kommunalpolitiker der SPD und Mitglied im Landtag Niedersachsen
- Ralph Röber (* 1959), Mittelalter- und Neuzeitarchäologe
- Jörg Klein (* 1961), Flottillenadmiral der Marine der Bundeswehr
- Leni Hoffmann (* 1962), Künstlerin
- Caren Marks geb. Bayer (* 1963), Politikerin (SPD)
- Dagmar Bruß (* 1963), Physikerin
- Jutta Wegner (* 1963), Politikerin (Bündnis 90/Die Grünen)
- Anja Voeste (* 1965), Germanistin
- Christian Stäblein (* 1967), lutherischer Theologe, Propst in Berlin
- Christoph Jacke (* 1968), Kultur- und Kommunikationswissenschaftler
- Jörn Lamla (* 1969), Soziologe und Hochschullehrer, vor allem für seine Forschungen im Bereich digitaler Wandel und Verbraucherschutz bekannt
- Nils Schneider (* 1969), Palliativmediziner, Psychotherapeut und Hochschullehrer
- Stefan Manier (* 1970), Koch
- Friederike Range (* 1971), Verhaltensforscherin
- Chris Geletneky (* 1972), Drehbuchautor, Comedian und Musiker in Köln
- Morten Kühne (* 1972), Drehbuchautor und Kameramann
- Costa Meronianakis (* 1973), Rapper mit dem Künstlernamen „Illmatic“
- Alexa Waschkau (* 1974), Autorin, Podcasterin und Volkskundlerin
- Stephan Maaß (* 1976), Fußballspieler
- Melina Schuh (* 1980), Biochemikerin, Direktorin am Max-Planck-Institut
- Aliyah El Mansy (* 1983), evangelische Theologin
- Johannes Schraps (* 1983), Politikwissenschaftler und Politiker (SPD), seit 2017 Mitglied des 19. Deutschen Bundestages
- Romina Langenhan (* 1985), Schauspielerin, Fernsehmoderatorin und Sprecherin
- Bianca Lity (* 1985), Fußballspielerin
- Patrick Wulf (* 1985), Fernsehmoderator
- Tobias Lohf (* 1990), Kameramann und Filmproduzent
- Lisa Gerß (* 1993), Triathletin
- Ronja Maltzahn (* 1993), Sängerin
- Mert (* 1996), Rapper, bürgerlich Mert Ekşi
- Fero47 (* 1998), Rapper, bürgerlich Ferhat Tuncel

## Persönlichkeiten, die mit der Stadt in Verbindung stehen
- Heinrich Matthias Marcard (1747–1817), war 1776 Brunnenarzt in Bad Pyrmont[2]
- Jakob Calmann Linderer (1771–1840), Zahnarzt (1797–1807), insbesondere für hochrangige Personen während der Badesaison[3]
- Carl August Wackerhagen (1786–1857), um 1850 Förderer des Armenhauses, 1853 Ehrenbürger
- Reinhard Kleinschmit (1820–1863), Jurist und Politiker, Bürgermeister von Pyrmont
- Peter Hille (1854–1904), Schriftsteller, hielt sich von 1885 bis 1889 in Bad Pyrmont auf
- Lionel Pracht (1875–1945), Verwaltungsbeamter und Politiker (DDP), 1918 bis 1924 Bürgermeister von Bad Pyrmont
- Max Born (1882–1970), Mathematiker und Physiker, erhielt 1954 den Nobelpreis für Physik, lebte seit 1953 in Bad Pyrmont
- Marc Roland (1894–1975), Filmmusikkomponist.
- Mario Traversa (1912–1997), Geiger und Kapellmeister, leitete ab den späten 1950er Jahren das Kurorchester von Bad Pyrmont.
- Hans Bartel (1918–1970), Politiker und freischaffender Architekt in Bad Pyrmont
- Annette Humpe (* 1950), Sängerin und Musikerin, verbrachte ihre Kindheit in Herdecke und Bad Pyrmont, wo sie 1971 am Humboldt-Gymnasium ihr Abitur bestand
- Vassili Golod (* 1993), Journalist, zog 1995 mit seinen Eltern aus Charkiw (Ukraine) nach Bad Pyrmont, wo er seine Kindheit verbrachte
- Mert Abi (Adana White) (* 5. März 1996; bürgerlich Mert Ekşi), auch Mert Abi Mula oder Adana White genannt, ist ein Sucuk Verkäufer, deutscher Twitch-Streamer, langjähriger YouTuber und ehemaliger Rapper mit türkischen Wurzeln.

## Personen, die in Bad Pyrmont starben

Friedrich Anton Ulrich von Waldeck

- Wolfgang Ernst von Eller (1610–1680), kurbrandenburger Generalmajor, Geheimer Kriegsrat sowie Gouverneur von Minden, Landdrost in Ravensberg und Gubernator von Sparrenberg
- Johann Kahler (1649–1729), Mathematiker und lutherischer Theologe und Universitätsprofessor in Rinteln
- Caspar Corswant (1664–1713), Syndikus und Bürgermeister von Stargard in Pommern
- Friedrich Anton Ulrich von Waldeck (1676–1728), Graf bzw. Fürst von Waldeck und Pyrmont
- Ernst Ludwig Orlich (1706–1764), Hauptpastor von St. Michaelis
- Georg I. (1747–1813), war von 1805 bis 1813 Graf von Pyrmont und von 1812 bis 1813 Fürst von Waldeck und Pyrmont
- Johann Georg Spangenberg (1786–1849), Generalstabsarzt im Königreich Hannover
- Levin Schücking (1814–1883), Schriftsteller und Journalist.
- Otto Lüer (1865–1947), Architekt mit zahlreichen Bauten in Hannover (Markuskirche, Nazareth-Kirche, Hölty-Denkmal), lebte seit 1932 in Bad Pyrmont
- Hans Baatz (1906–1996), Frauen- und Badearzt
- Alfred Kubel (1909–1999), Politiker (SPD), Ministerpräsident von Niedersachsen 1970–1976
- Erhard Wehrmann (1930–2004), Fotograf

## Berühmte Kurgäste
- Zar Peter I., 1716
- König Georg I. von Großbritannien, 1716
- Gottfried Wilhelm Leibniz, 1716
- Karl Friedrich, Großherzog von Baden
- Jens Immanuel Baggesen, Dichter
- Friedrich Justin Bertuch, Autor
- Gebhard Leberecht von Blücher, Fürst von Wahlstadt, Generalfeldmarschall
- Friedrich Heinrich, Markgraf von Brandenburg-Schwedt
- Ferdinand von Braunschweig-Wolfenbüttel
- Gottfried August Bürger, Dichter
- Joachim Heinrich Campe, Erzieher, Autor und Verleger
- Adelbert von Chamisso, Dichter
- Matthias Claudius, Dichter
- Friedrich von der Decken, Graf, Generalfeldzeugmeister
- Thomas Dehler, Minister, Vizepräsident der Bundesversammlung
- Karl August Devrient, Schauspieler, Neffe von Ludwig Devrient
- Eugen Diederichs, Verleger
- Christian Wilhelm von Dohm, Staatsmann und Minister
- Heinz Erhardt, drehte in Bad Pyrmont 1971 seinen letzten Film Willi wird das Kind schon schaukeln
- Benjamin Franklin, Staatsmann
- Johann Wolfgang von Goethe
- Gustav Friedrich Wilhelm Großmann, Theaterdirektor
- Samuel Hahnemann, Begründer der Homöopathie
- Karl August von Hardenberg, preußischer Staatssekretär
- Christian Graf von Haugwitz, preußischer Staatssekretär
- Johann Gottfried Herder, Dichter
- Wilhelm IV. von Großbritannien und Hannover
- Wilhelm III., König der Niederlande
- Friedrich Heinrich Himmel, Komponist
- August Horneffer, Ernst Horneffer und Klaus Horneffer, Philosophen
- Christoph Wilhelm Hufeland, Arzt
- Wilhelm von Humboldt
- Herbert von Karajan
- Friedrich Gottlieb Klopstock, Dichter
- Adolph Freiherr Knigge, Autor
- Johanna König, Schauspielerin
- August von Kotzebue, Dramatiker
- Karl Christian Friedrich Krause, Philosoph
- Heinrich Lachmann, Arzt
- Gotthold Ephraim Lessing, Dichter
- Leopold, Prinz von Lippe, späterer Fürst Leopold II. von Lippe
- Albert Lortzing, Komponist
- Felix Graf von Luckner, Kapitän
- Marie-Luise Marjan
- Friedrich von Matthisson, Dichter
- Karl (Ludwig Friedrich), Herzog zu Mecklenburg-Strelitz, genannt „Prinz von Mirow“ (Vater der Königin Sophie Charlotte von Großbritannien)
- Karl II. von Mecklenburg-Strelitz (Vater der Königin Luise von Preußen sowie der Königin Friederike von Hannover)
- Königin Luise von Preußen 1806
- Königin Friederike von Hannover
- Karl Philipp Moritz, Autor, Dichter
- Fritz Muliar, Schauspieler
- Christoph Friedrich Nicolai, Autor
- Friedrich Graf Kleist von Nollendorf, preußischer Generalfeldmarschall
- Friedrich II. von Preußen, genannt Friedrich der Große
- Friedrich III., deutscher Kaiser
- Friedrich Wilhelm II., König von Preußen
- Wilhelm I., deutscher Kaiser
- Johann Stephan Pütter
- August von Sachsen-Gotha-Altenburg, ein Freund Herders und Goethes
- Carl August, Großherzog von Sachsen-Weimar-Eisenach
- Johanna Schopenhauer
- Gustav IV. Adolf von Schweden
- Louis Spohr, Komponist
- Heinrich Friedrich Karl von und zum Stein, Preußischer Staatsmann
- Heinrich von Stephan, Generalpostmeister
- Christian und Friedrich Leopold Grafen zu Stolberg-Stolberg, Dichter-Brüder
- Gustav Stresemann, Reichskanzler
- Friedrich Bogislav von Tauentzien, preußischer General der Befreiungskriege
- Georg Philipp Telemann
- Johann Heinrich Wilhelm Tischbein, Maler
- Karl August Tittmann
- Johann Heinrich Voß, Dichter, Homer-Übersetzer
- Otumfuo Nana Opoku Ware II., König von Asante/Ghana
- Christoph Friedrich Wedekind, Dichter
- Grethe Weiser, Schauspielerin
- Paul von Württemberg
- Prinz Friedrich, Herzog von York und Albany